# Libartania laserpitii
Libartania laserpitii är en svampart som först beskrevs av Giacopo Bresàdola, och fick sitt nu gällande namn av Nag Raj 1979. Libartania laserpitii ingår i släktet Libartania, ordningen disksvampar, klassen Leotiomycetes, divisionen sporsäcksvampar och riket svampar.   Inga underarter finns listade i Catalogue of Life.